# Mesopristes iravi
Mesopristes iravi és una espècie de peix pertanyent a la família dels terapòntids.

## Descripció
- Pot arribar a fer 22,3 cm de llargària màxima.
- El cos presenta quatre bandes fosques longitudinals.
- La mandíbula superior és lleugerament més llarga que la mandíbula inferior.
- Musell allargat.
- Llavis molsuts.[4][5]

## Hàbitat
És un peix d'aigua dolça i salabrosa, pelàgic i de clima tropical.

## Distribució geogràfica
Es troba a les illes Ryukyu, les illes Filipines, Indonèsia i Papua Nova Guinea.

## Observacions
És inofensiu per als humans.